# Scharwacht (Militär)
Scharwacht war die Bezeichnung für das in Österreich bei der dortigen Armee ausgeübte Ritual, bei dem jeweils um Mitternacht ein Trommelschlag geschlagen wurde. Dabei nahm die Wache das Gewehr auf und verrichtete gleichzeitig ein stilles Gebet.